# Свисток Гальтона
«Свисток Гальтона» (англ. The Galton Whistler) — науково-фантастичне оповідання Лайона Спрег де Кемпа, вперше опубліковане журналом «Future Combined with Science Fiction Stories» в липні 1951 року. Належить до серії «Міжпланетні подорожі» (порт. Viagens Interplanetarias), перше з підсерії про планету Вішну.

## Сюжет
Геодезист Адріан Фром, один із дослідницької групи з трьох осіб, яка працює в джунглях планети Вішну, потрапляє в полон до кентавроподібних тубільців «дзлієрі» після того, як його начальника вбивають, а третій член дезертирує.
Доставлений на їхню базу, він виявляє, що вони виконують накази від Сірата Монгкута, террана, який раніше загубився в цьому районі, який прикидається богом і має амбіції силою об'єднати племена Джлієрі під своїм керівництвом як імператора. Він використовує ультразвуковий свисток, який можуть почути лише «дзлієрі», щоб підкріпити свій авторитет. Інша полонена – Олена Міллан, місіонерка, яка також зникла безвісти. Зіткнувшись з вибором: приєднатися до справи свого викрадача або померти, Фром удає, що вступає в армію, хоча насправді шукає можливості перешкодити грандіозному плану божевільного та втекти. Коли з'являється нагода, він вбиває Сірат і тікає з Оленою, прямуючи до вершини, яка була метою дослідження, звідки він сподівається подати сигнал про допомогу. Успішно врятований, він вирушає на Ганешу, іншу планету цієї зоряної системи, щоб утекти від Олени; зав'язавши з нею романтичний зв'язок, він потім виявив, що вона релігійний фанатик.